# Rolf Ekéus
Carl Rolf Ekéus (Kristinehamn, 7 juli 1935) is een Zweeds diplomaat.

## Levensloop
In 1991 werd Ekéus benoemd tot woordvoerder van de tijdelijke commissie van de Verenigde Naties voor ontwapening van Irak. Hij was in die tijd de ambassadeur van Zweden bij de Organisatie voor Veiligheid en Samenwerking in Europa (OVSE). Hetzelfde jaar bezochten hij en Hans Blix Irak en brachten ze de regering aldaar ertoe, de VN-commissie UNSCOM in het land toe te laten om wapeninspecties uit te voeren.
De Verenigde Staten eisten de kandidatuur van Ekéus als leider van de wapeninspecties in de herfst van 2002, en verlangden in het voorjaar 2003 dat Ekéus de positie van Blix innam. Na de Golfoorlog van 1990-1991 had Ekéus kritiek op Blix geleverd dat die naïef en te week zou zijn geweest tegenover Saddam Hoessein. Ekéus beweerde, net als de regering-Bush, dat Irak massavernietigingswapens zou hebben opgeslagen.
Ekéus was tussen 1997 en 2000 de Zweedse ambassadeur in de Verenigde Staten en van 2001 tot 2007 hoge commissaris inzake Nationale Minderheden van de OVSE. Hij was verder actief als voorzitter van de Nuclear Threat Initiative en de International Commission on Missing Persons. Vanaf 2005 was hij tevens woordvoerder voor de Stockholm International Peace Research Institute (SIPRI).
- Bibliothèque nationale de France: cb16617002m (data)
- Gemeinsame Normdatei: 1084813262
- International Standard Name Identifier: 0000 0003 7955 9650
- Library of Congress Control Number: n2018040471
- Nationale Bibliotheek van Israël: 987012494657505171
- Nederlandse Thesaurus van Auteursnamen: 371746442
- LIBRIS: 394512
- Virtual International Authority File: 258518429
- WorldCat: E39PBJwxPvb7QWhwcyxFTm3mh3